# Tau Orionis
Désignations
Tau Orionis (τ Ori, τ Orionis) est une étoile de la constellation d'Orion. Sa magnitude apparente est de 3,60 et elle est donc visible à l’œil nu ; sur une ligne imaginaire tracée entre les étoiles Rigel et Mintaka, Tau Orionis est située à environ à un sixième de la distance à Mintaka.
Tau Orionis est une géante bleue de type spectral B6III. D'après la mesure de sa parallaxe annuelle par le satellite Hipparcos, l'étoile est située à environ ∼ 490 a.l. (∼ 150 pc) de la Terre. Elle s'éloigne du Système solaire à une vitesse radiale de +20 km/s.

## Noms traditionnels
Cette étoile, avec β Eri, λ Eri et ψ Eri constituent Al Kursiyy al Jauzah, « la chaise (ou le tabouret) de la (l'étoile) centrale ».
Selon le catalogue d'étoiles du Technical Memorandum 33-507 - A Reduced Star Catalog Containing 537 Named Stars, Al Kursiyy al Jauzah est le titre porté par trois étoiles : β Eri étant Cursa, ψ Eri étant Al Kursiyy al Jauzah I et λ Eri étant Al Kursiyy al Jauzah II (excluant cette étoile).
En chinois, 玉井 (Yù Jǐng), signifiant Puits de Jade, fait référence à un astérisme constitué de τ Orionis, β Eridani, λ Eridani et ψ Eridani. Par conséquent, τ Orionis elle-même est appelée 玉井四 (Yù Jǐng sì, la quatrième étoile du puits de Jade). De ce nom chinois, a été dérivé le nom Yuh Tsing.